# Sportsplex at Matthews
O Sportsplex at Matthews  é um grande complexo esportivo e um parque em Matthews, Carolina do Norte, a sudeste de Charlotte, com 12 campos de futebol em tamanho real ancorados em um estádio de 2.300 lugares. O estádio atualmente acomoda 5.000, uma vez que foi ampliado com assentos modulares.
Em 2018, uma arquibancada foi colocada ao redor do Field 10, criando um estádio auxiliar menor usado pelo Charlotte Independence como campo de treinamento e ocasionalmente pelo Charlotte Eagles e Lady Eagles para partidas.

## História
A ideia de um complexo esportivo em Matthews foi proposta pela primeira vez no início do século 21, com a cerimônia de abertura de terras ocorrendo em 17 de maio de 2012, após anos de atrasos devido à crise financeira global de 2007-2012 . Originalmente chamado de Matthews Sportsplex, o nome foi alterado durante a construção. Após uma pré-inauguração em 2015, o complexo foi concluído no início de 2017.
Em agosto de 2019, o estádio sediou o Charlotte Football Kickoff, uma partida dupla de futebol americano que já havia sido disputada no American Legion Memorial Stadium em Charlotte.
O Sportsplex sediará os campeonatos de futebol masculino e feminino da Divisão II da NCAA,  de 2025, com a Wingate University atuando como a escola anfitriã.